# 共尾性
在數學裡，尤其是在序理論裡，一个偏序集合 A 的共尾性 cf(A) 是指 A 的共尾子集的勢中的最小者。
共尾性的定義依賴於選擇公理，因为它利用了所有非空的基數集合都有一个最小成员的事实。偏序集合 A 的共尾性亦可定義成最小的序数 x，使得有着值域共尾于陪域的一个从 x 到 A 的函数。第二個定義不需要選擇公理也可以有意義。若假設有選擇公理（此條目接下來的部分亦將如此假設），這兩種定義將是等價的。
共尾性也可類似地被定義在有向集合上，并且用來廣義化网中的子序列概念。

## 例子
- 带有最大元的偏序集合的共尾性是 1，因为僅獨最大元组成的集合也是共尾的，并且必须包含在所有其他共尾子集中。
  - 特别是，任何非零有限序数，或实际上任何有限有向集合的共尾性是 1，因为这种集合有最大元。
- 偏序集合的所有共尾子集必须包含这个集合的所有极大元。因此有限偏序集合的共尾性等于极大元的数目。
  - 特别是，设 A 是大小为 n 的一个集合，并考虑包含不多于 m 个元素的 A 的子集的集合。这是一个在包含关系下的偏序集合，而且带有 m 个元素的子集是极大的。所以这个偏序集合的共尾性是 {\displaystyle {n \choose m}}。
- 自然数集 N 的子集共尾于 N，当且仅当它是无限的，因此 {\displaystyle \aleph _{0}} 的共尾性是 {\displaystyle \aleph _{0}}。所以 {\displaystyle \aleph _{0}} 是正规基数。
- 带有通常次序的实数集的共尾性是 {\displaystyle \aleph _{0}}，因为 N 共尾于 R。R 的通常次序不序同构于实数的势 c，它有严格大于 {\displaystyle \aleph _{0}} 的共尾性。这说明了共尾性依赖于次序；在同一个集合上不同的次序有不同的共尾性。

## 性质
如果 A 容纳全序共尾子集，则我们可以找到是良序的并共尾于 A 的一个子集 B。B 的任何子集也是良序的。如果 B 的两个良序子集有极小的势（就是说它们的势是 B 的共尾性），则它们相互序同构。

## 序数和其他良序集合的共尾性
序数 {\displaystyle \alpha } 的共尾性是能夠作为 {\displaystyle \alpha } 某個共尾子集的序类型的最小序数 {\displaystyle \delta }。而序数的集合或任何其他良序集合的共尾性是該集合的序类型的共尾性。
所以对于极限序数，存在着一个带有极限 {\displaystyle \alpha } 的 {\displaystyle \delta }-标定的严格递增序列。例如，ω² 的共尾性是 ω，因为序列 ω·m（这里的 m 取值在自然数之上）趋向于 ω²；但更一般的说，任何可数的极限序数有共尾性 ω。不可数的极限序数可以有要么同 {\displaystyle \omega _{\omega }} 那样的共尾性 ω ，要么有不可数共尾性。
0 的共尾性是 0。任何后继序数的共尾性是 1。任何极限序数的共尾性至少是 {\displaystyle \omega }。

## 正规和奇异序数
正规序数是等于其共尾性的序数。奇异序数是不正规的任何序数。
所有正规序数都是一个基数的初始序数。任何正规序数的极限都是初始序数的极限，因而也是初始的，但不一定是正规的。假定选择公理，则对于每个 α， {\displaystyle \omega _{\alpha +1}} 是正规的。在这种情况下，序数 0, 1, {\displaystyle \omega }, {\displaystyle \omega _{1}}, 和 {\displaystyle \omega _{2}} 是正规的，而 2, 3, {\displaystyle \omega _{\omega }}, 和 ωω·2 是不正规的初始序数。
任何序数 α 的共尾性是正规序数，就是说 α 的共尾性的共尾性同于 α 的共尾性。所以共尾性运算是等幂的。

## 基数的共尾性
如果 κ 是无限基数，则 cf(κ) 是最小的基数，其使得有一个从它到 κ 的无界函数；并且 cf(κ) = 使得它们的和为 κ的严格更小的基数的集合的最小搜集的势；更精确地说
{\displaystyle \mathrm {cf} (\kappa )=\inf \left\{\mathrm {card} (I)\ |\ \kappa =\sum _{i\in I}\lambda _{i}\ \mathrm {and} \ (\forall i)(\lambda _{i}<\kappa )\right\}}
上面这个集合为非空，根據以下事实
{\displaystyle \kappa =\bigcup _{i\in \kappa }\{i\}}
就是说 κ 个单元素集合的不交并集。这立即蕴涵了 cf(κ) ≤ κ。任何全序集合的共尾性是正规的，所以有着 cf(κ) = cf(cf(κ))。
使用König定理，对于任何无限基数 κ都可以证明 κ < κcf(κ) 和 κ < cf(2κ) 。
后一个不等式蕴涵了连续统的势的共尾性必定是不可数的。在另一方面
{\displaystyle \aleph _{\omega }=\bigcup _{n<\omega }\aleph _{n}}.
序数 ω 是第一個无限序数，所以 {\displaystyle \aleph _{\omega }} 的共尾性是 card(ω) = {\displaystyle \aleph _{0}}。（特别是，{\displaystyle \aleph _{\omega }} 是奇异的）。因此
{\displaystyle 2^{\aleph _{0}}\neq \aleph _{\omega }.}
（相较于连续统假设，它声称 {\displaystyle 2^{\aleph _{0}}=\aleph _{1}}。）
推广了这个论证，你可以证明对于极限序数 δ
{\displaystyle \mathrm {cf} (\aleph _{\delta })=\mathrm {cf} (\delta )}.